# Linje 8 (Pekings tunnelbana)

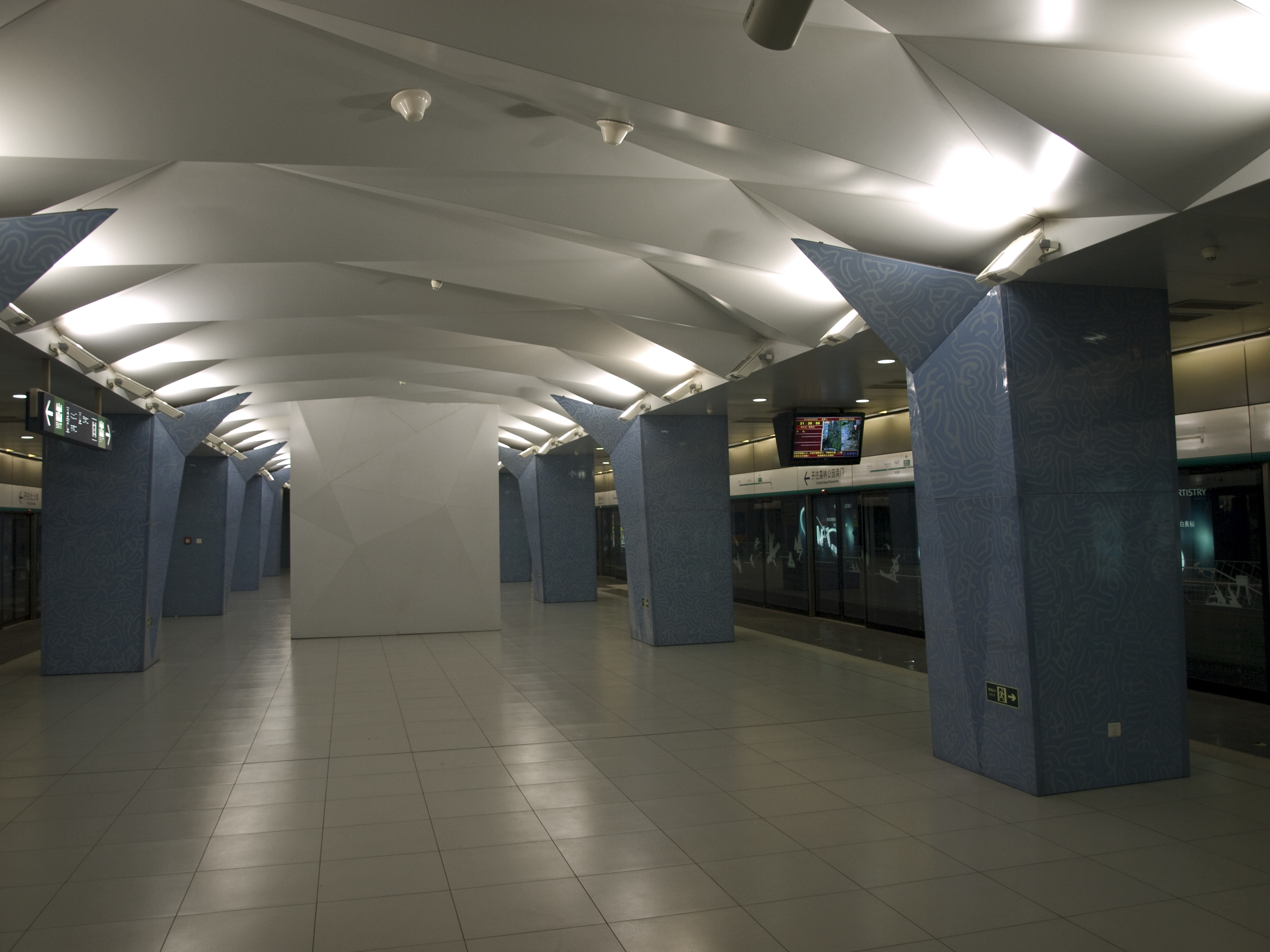
Stationen Olympic Sports Center på Linje 8.

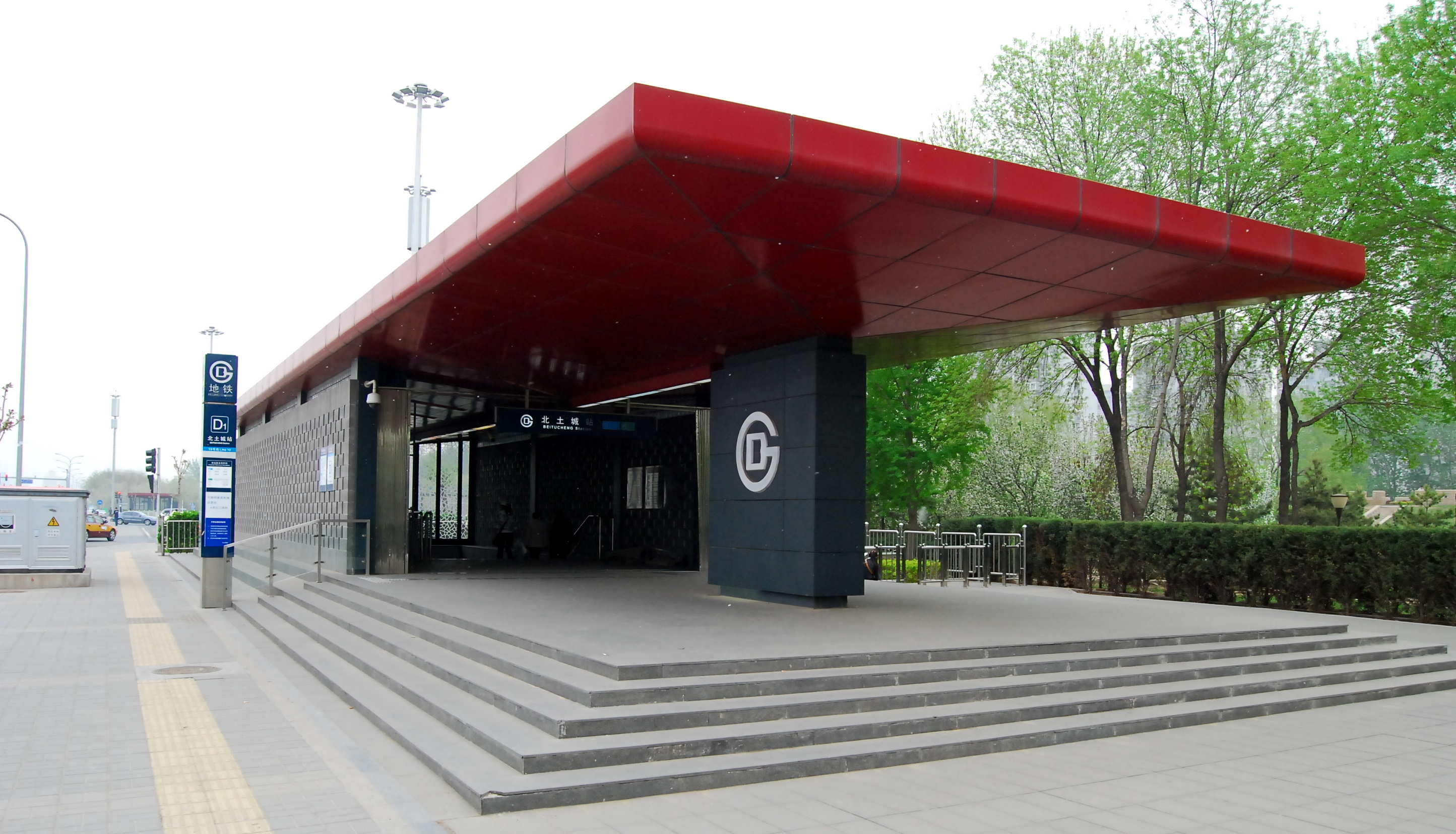
Stationen Beitucheng på Linje 8.

Linje 8 (北京地铁8号线; Běijīng dìtiě bāhào xiàn) är en linje i Pekings tunnelbana. Linjen trafikerar Peking genom dess nord-sydliga centrumaxel. Den totala driftsatta sträckningen är 26,1 km lång. och har 18 stationer. Tågen opererar med 5 minuters mellanrum. Linje 8 är i kartor och på skyltar märkt med grön färg.     

## Sträckning
Linje 8 följer i grunden Pekings historiska nord-sydliga axel som går genom Trum- och klocktornen, Förbjudna staden, Himmelska fridens torg, Qianmen och Yongdingmen. Tunnelbanan går dock inte under Förbjudna staden, utan passerar på östra sidan för att sedan återgå till axeln efter Himmelska fridens torg och sedan fortsätta söder ut under dess framtida expansion.
Linjer 8 börjar sin sträckning söder om Shahereservoaren mellan Femte- och Sjätte ringvägen i Changpingdistriktet och fortsätter söder ut till den historiska axeln genom Olympiaparken, förbi Trum- och klocktornen varefter den svänger öster ut för att undvika att gå under Förbjudna staden. Linjen slutar vid stationen Nanluoguxiang i centrala Peking i Dongchengdistriktet.
Linje 8 har sex stationer med bytesmöjligheter.

## Trafikeringstider
Det första södergående tåget avgår 04:45 från stationen Huilongguan Dongdajie. Det första södergående tåget från norra ändstationen Zhuxinzhuang avgår 05:10. Det första norrgående tåget avgår 04:55 från stationen Pingxifu. Det första norrgående tågen från södra ändstationen Nanluoguxiang avgår 05:30. Det sista södergående tåget avgår 22:05 från norra ändstationen Zhuxinzhuang. Det sista norrgående tåget avgår 23:00 från södra ändstationen Nanluoguxiang.

## Historia
Linje 8 har expanderats i flera olika steg. 19 juli 2008 öppnade fyra stationer från South Gate of Forest Park och 4,5 km genom Olympiaparken till Beitucheng i Chaoyangdistriktet inför Olympiska sommarspelen 2008. 31 december 2011 förlängdes linjen norrut med 10,7 km och med fem nya stationer till Huilongguan Dongdajie i Changpingdistriktet. 30 december 2012 förlängdes linjen söderut med 3,3 km och tre stationer till Guloudajie vid norra Andra ringvägen på gränsen mellan Dongchengdistriktet och Xichengdistriktet. 28 december 2013 förlängdes linje 8 ytterligare 2 stationer söderut 3,2 km till Nanluoguxiang nordost om Förbjudna staden. Linjen förlängdes även norrut 4,9 km och med tre nya stationer till Zhuxinzhuang vid Shahereservoaren.

## Framtida expansion
Under 2017 planerades "Steg 3" i expansionen för Linje 8. Linjen skulle förlängas vidare söderut förbi Wangfujing och västerut till Qianmen i den centrala axeln och fortsätta söderut förbi stationen Dahongmen på Linje 10 och vidare till Wufutang vid södra Femte ringvägen i norra Daxingdistriktet med 15 nya stationer.)

## Lista över stationer
Från norr mot söder:
- Zhuxinzhuang（朱辛庄）(byte till      Changpinglinjen)
- Yuzhilu（育知路）
- Pingxifu（平西府）
- Huilongguan Dongdajie (回龙观东大街)
- Huoying (霍营)  (byte till      Linje 13)
- Yuxin (育新)
- Xixiaokou (西小口)
- Yongtaizhuang (永泰庄)
- Lincuiqiao (林萃桥)
- South Gate of Forest Park (森林公园南门)
- Olympic Green (奥林匹克公园) (byte till      Linje 15)
- Olympic Sports Center (奥体中心)
- Beitucheng (北土城) (byte till      Linje 10)
- Anhuaqiao (安华桥)
- Andelibeijie (安德里北街)
- Guloudajie (鼓楼大街) (byte till      Linje 2)
- Shichahai（什刹海）
- Nanluoguxiang（南锣鼓巷) (byte till      Linje 6)